# A Living Dog
A Living Dog ist ein deutscher Science-Fiction-Film von Daniel Raboldt aus dem Jahr 2019. Er ist am 8. Oktober 2021 in den USA im Kino gestartet.

## Handlung
Der Krieg zwischen der Menschheit und den von ihr selbst entwickelten autonomen Kampfdrohnen hat begonnen – und die Menschheit verliert ihn. Jede Kommunikation zwischen Menschen ist unmöglich, da die Maschinen gelernt haben, auf menschliche Sprachfrequenzen zu reagieren. Und sie entwickeln sich ständig weiter. Der Deserteur Tomasz hat allem falschen Heldentum abgeschworen. Mit einem gestohlenen Fahrzeug flieht er in die Einöde der skandinavischen Wälder, fernab vom Kampfgeschehen. Immer auf der Flucht und immer in Bewegung hofft er, dem Schlimmsten zu entkommen. Doch da trifft er auf die willensstarke russische Widerstandskämpferin Lilja, die die Hoffnung noch nicht aufgegeben hat. Verzweifelt verfolgt sie als letzte Überlebende ihrer Kampfgruppe einen selbstmörderischen Plan, um den übermächtigen Maschinen doch noch eine entscheidende Niederlage beizubringen. Damit jedoch bringt sie nicht nur sich selbst in Gefahr, sondern sie lockt auch die Maschinen auf Tomasz' Fährte.

## Hintergrund
Der Film wurde im Jahr 2016 nach einer erfolgreichen Crowdfunding-Kampagne auf Kickstarter in Lappland zur Zeit der Mitternachtssonne gedreht. Weil für einige Szenen auch Nachtaufnahmen benötigt wurden, kamen später einige kurze Drehs in Nordrhein-Westfalen hinzu. Der Film feierte seine Weltpremiere am 7. September 2019 auf dem Sci-Fi Film Festival in Sydney, Australien. Der erste offizielle Release fand am 23. August 2021 in England statt. Dort ist er auf verschiedenen Streaming-Diensten und auf DVD erhältlich.
Da die feindlichen Maschinen im Film auf menschliche Sprachmuster reagieren, wird im Film beinahe kaum gesprochen. Es werden insgesamt nur zwei Sätze gesagt, einmal auf Englisch und einmal auf Russisch.

## Festivals und Preise
A Living Dog wurde von 2019 bis 2021 auf diversen internationalen Filmfestivals gezeigt und erhielt insgesamt 11 Preise (darunter mehrmals Bester Science-Fiction-Film) und zusätzlich 8 Nominierungen. Seine Deutschland-Premiere fand auf dem Berlin SciFi Filmfestival im Jahr 2019 statt und wurde danach in Deutschland unter anderem auf dem Filmfestival Max Ophüls Preis 2020 und dem Snowdance Independent Film Festival 2020 gezeigt.

## Kritiken
Der Film erhielt in England, wo der Film A New World Order heißt, überwiegend gute Kritiken. The Guardian schrieb „Still, A New World Order is atmospheric and integrates its digital effects with an unreal, anime-esque aplomb“, wies aber auch auf darauf hin, dass er unter einem „muddy narrative“ leidet. Elisabeth Vincentelli bezeichnete den Film in der New York Times als „solides Debüt“.